# Garidella nigellastrum
Garidella nigellastrum är en ranunkelväxtart som beskrevs av Carl von Linné. Garidella nigellastrum ingår i släktet Garidella och familjen ranunkelväxter. Inga underarter finns listade i Catalogue of Life.